# Hôtel de préfecture (Nîmes)

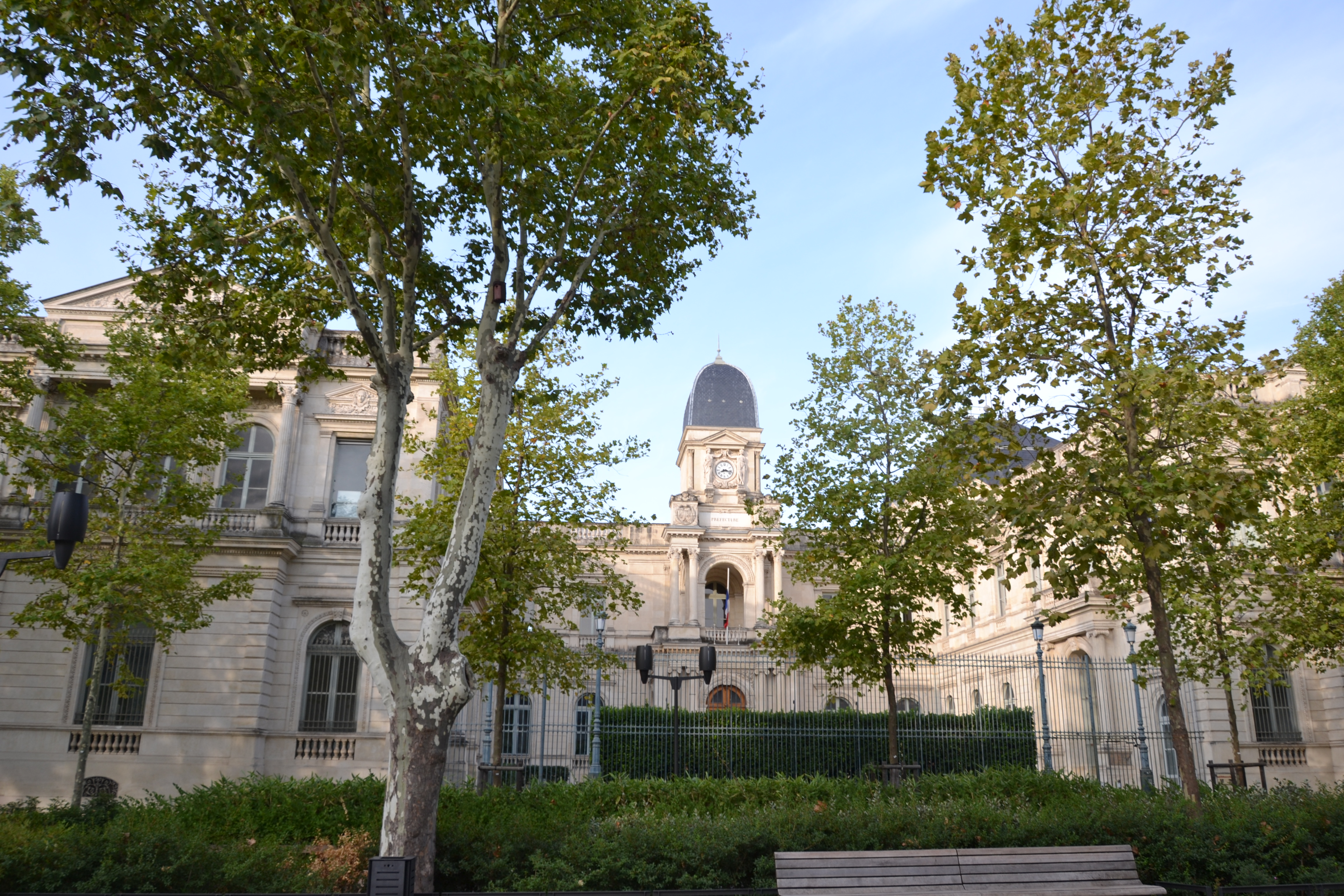
Hôtel de préfecture in Nîmes

Het hôtel de préfecture (1857) in de Zuid-Franse stad Nîmes is het hoofdkantoor van het departement Gard. Hier zijn de diensten van de prefect gevestigd. 

## Historiek
Na de Franse Revolutie werd het departement Gard opgericht met Nîmes als hoofdplaats. Aanvankelijk was het hôtel de préfecture ingericht in het Maison Carrée (1800-1807) in Nîmes. Vervolgens werd op beslissing van keizer Napoleon de prefectuur geïnstalleerd in het voormalig bisschoppelijk paleis (1807-1822). Koning Lodewijk XVIII liet de prefectuur inrichten in het aangekochte Hôtel Rivet (1822-1857). Dit hotel bleek te klein te zijn voor het toenemend aantal diensten van de prefect. Het duurde tot 1853 eer de beslissing viel om een nieuwe prefectuur te bouwen. De bouwgrond werd geschonken door baron-generaal Adrien Victor de Feuchères. Léon Feuchère, geen familie, was de architect van het bouwwerk. Feuchère was de ambtenaar-architect van het departement Gard en de stad Nîmes.
De eerste steen werd gelegd in 1855. Het bouwplan is U-vormig met een binnenplaats. De stijl is eclectisch. Bovenop het hoofdgebouw staat een klokkentoren, met symbolische uitbeeldingen van de landbouw en de industrie. In 1857 trok de prefectuur van Gard in in dit gebouw gelegen aan de Avenue Feuchères n° 10 in Nîmes.